# Спадкові захворювання
Спадко́ві хворо́би, спадкові синдроми — група захворювань, що обумовлені порушеннями в процесах збереження, передачі та реалізації генетичної інформації. Спадкові синдроми чи хвороби, спричинені хромосомними і генними мутаціями. У клінічній генетиці синдромом частіше називають вроджені порушення, але цей термін також використовують для позначення будь-якого стійкого прояву патологічних ознак, зокрема, для тих обмінно-дегенеративних хвороб, що розвиваються після народження. В основу генетичної класифікації спадкових хвороб покладено тип мутації та характер взаємодії з середовищем. З розвитком генетики людини, у тому числі й генетики медичної, встановлена спадкова природа багатьох захворювань і синдромів, що вважалися раніше хворобами з невстановленою етіологією.
Перший хромосомний синдром описав 1866 англійський лікар Л. Даун (синдром Дауна), наявність при прояві цього синдрому додаткової 21-ї хромосоми виявив майже через 100 років (1959) французький науковець Лежен з колегами. Введення в цитогенетичну практику методів диференційного пофарбування хромосом (G, R, Q, С) дало значний поштовх для розвитку клінічної цитогенетики і сприяло виявленню ряду нових мікроаномалій та хромосомних пошкоджень при спадкових хворобах. На основі досліджень багатьох зарубіжних та вітчизняних дослідників з'ясовано цитогенетичні особливості великої кількості хромосомних синдромів та аномалій, узагальнено інформацію про тисячі генних синдромів. Спадкові хвороби можуть уражати всі органи і системи організму, проявлятись у вигляді морфологічних і фізіологічних порушень (зокрема, короткопалість, шестипалість рук, ніг) та біохімічних дефектів. Більшість хромосомних синдромів і значна кількість генної патології супроводжуються розумовою відсталістю та порушенням репродуктивної функції.

## Причини
В основі спадкових захворювань лежать мутації: генні, хромосомні та геномні. Відповідно до цього всі спадкові хвороби людини можна об'єднати в 4 великі групи:
1. генні (зміни на рівні окремих нуклеотидів),
2. геномні (зміни кількості цілих хромосом),
3. хромосомні (внутрішньо- і міжхромосомні перебудови),
4. мультифакторні (на розвиток хвороби впливають і гени, і фактори навколишнього середовища).

За локалізацією генів, які спричиняють розвиток, спадкові хвороби можна розділити на ядерні та мітохондріальні. Більшість спадкових хвороб людини стосується ядерного спадкового матеріалу.
Важливою причиною спадкових хвороб людини є вплив на генетичний апарат клітин різних мутагенних чинників довкілля. Накопичення генетичних порушень у спадкових структурах людини становить велику небезпеку для спадковості майбутніх поколінь і, крім того, є одним з чинників, що стимулює розвиток клонів злоякісних соматичних клітин. Такі порушення можуть значно погіршувати якість генофонду нації. В Україні у 1981 Наукова рада Академії наук створила секцію «Генетичні наслідки забруднення навколишнього середовища для людини», що об'єднувала науковців, які вивчали мутагенність і канцерогенність фізичних, хімічних, біологічних чинників (тих, які широко використовувалися або були відходами певної галузі економіки), розробляли і впроваджували в практику чутливі системи для їх контролю. Починаючи з 70-х pp. 20 ст., для запобігання народженню дітей з тяжкими спадковими хворобами і вродженими вадами практикують дородову діагностику такої патології.
Людина є носієм одного або декількох патологічних генів, але для того, щоб така наявність виявилася хворобою, необхідний ряд умов. Для моногенних аутосомно- рецесивних захворювань такою умовою є зустріч із іншим носієм мутації в тому ж генні — і в 25 % випадків у такої подружньої пари народиться хвора дитина.
Спадкові захворювання викликаються пошкодженням структури і функції генетичного апарату клітини, але не всі з цих пошкоджень успадковуються. Також слід розрізняти спадкові захворювання від уроджених, які з'являються в процесі ембріогенезу.

## Поширеність
Спадкові захворювання становлять близько 3/4 уроджених вад. Серед загальної захворюваності населення спадкова становить 15-25 %. Поширеність генних хвороб серед новонароджених становить 1 %, хромосомних — 0,5 %. Хвороби з істотним компонентом спадкової схильності поширені у 3—3,5 % дітей віком до 5 років, несумісність матері й плоду призводить до патології у 0,4 % новонароджених. Тепер відомо близько 6000 спадкових захворювань і їх кількість зростає.
Значні успіхи досягнуті у вивченні молекулярних причин спадкових захворювань, що в подальшому допоможе розв'язувати проблеми з певними хворобами.
Спадкові захворювання і захворювання із спадковою схильністю є основною причиною смертності, особливо в економічно розвинутих країнах. На підставі великого статистичного матеріалу встановлено, що через генетичні порушення 1 із 130 зародків гине вже в перші дні, 25 % припиняють своє існування на пізніших строках вагітності. 40 % дитячої смертності зумовлено спадковими дефектами, 5-12 % новонароджених мають природжені генетичні дефекти, які зумовлені дефектом хромосом або мутаціями окремих генів. Кожна людина має 5-10 потенційно шкідливих генів, які передаються нащадкам разом з нормальними генами. Якщо припустити, що кожна хвороба зумовлена порушенням функції кількох генів, то можна вважати, що у кожної людини близько 1 % генів зачеплена мутацією. Так, кожного дня у нас відбуваються мутації, але їх прояву зашкоджує вирізання інтронів з кодуючої частини гена, тобто сплайсинг.